# Alina Zagitova
Alina Zagitova (ryska: Алина Ильназовна Загитова), född 18 maj 2002 i Izjevsk, är en rysk idrottare som tävlar i konståkning. Hon blev guldmedaljör vid damernas singelåkning vid olympiska vinterspelen 2018 i Pyeongchang i Sydkorea. Vid samma mästerskap ingick hon även i laget som vann silver i lagtävlingen.